# MIKL (émission de radio)
Cet article concerne l'émission de radio. Pour l'animateur de radio, voir Michaël Espinho.
 (novembre 2018).
 (novembre 2018).
MIKL est une émission de libre antenne diffusée tous les soirs en direct sur Virgin Radio France. Elle était proposée sur les ondes des stations de NRJ Group depuis le 23 décembre 2002.
L'émission est supprimée le 25 juin 2010, reprise sur NRJ le 29 juin 2015, puis supprimée de nouveau le 2 mars 2020, faute d’audience 
Sa programmation se faisait indépendamment sur NRJ France, NRJ Belgique ou NRJ Léman. Lorsque l'émission a été supprimée sur NRJ, elle était diffusée sur Fun Radio Belgique puis Fun Radio France, puis sur Virgin Radio France du 23 août 2021 au 15 décembre 2022.
C'était une émission à dominante talk show ou libre antenne, selon les périodes. Elle rassemblait un groupe de quatre à six coanimateurs. L'animateur principal était Michaël Espinho. En fonction de ses évolutions, elle s'est successivement intitulée L'Émission sans nom, Accord parental indispensable, Sans interdit, L'Émission sans interdit, Mikl sans interdit, Mikl-L'Émission sans interdit, puis finalement MIKL.

## Historique

### Prémices
Le 23 décembre 2002, Mikl et Toph proposent une émission qui remplacerait My NRJ, une émission belge, pendant une semaine. Elle aurait pour titre L'Émission sans nom. L'émission a lieu de 21 heures jusque tard dans la nuit, ne s'arrêtant jamais à l'horaire fixé. Durant cette semaine, ils ont reçu des acteurs X comme Estelle Desanges, Katsuni, Clara Morgane, Kenza et d'autres. Mikl faisait l'animation et la réalisation, Toph était à l'antenne et Jack était au standard[source secondaire souhaitée].

### Débuts sur NRJ Belgique
Le 3 février 2003, la direction de NRJ Belgique lance Accord parental indispensable, un talk show avec une présence plus faible de libre antenne. Le nom était le même que l'émission de Maurad en France, ce qui posa un problème de cohérence : NRJ Belgique et NRJ France faisaient partie du même groupe. Après un mois, Maurad menaça d'attaquer NRJ Belgique en justice. L'émission changea de nom et devint Sans interdit.
L'émission était diffusée entre 20 h et minuit du dimanche au jeudi. Le vendredi était réservé au best-of qui durait deux heures (entre 20 h et 22 h). Durant la saison 2003-2004, Jack, Mikl, et Toph étaient aux commandes, puis la soirée se terminait avec Mikl seul qui animait Party Time. Durant la saison 2004, Jack était à la fois, aux commandes du Best Of et de Party Time.

### Succès
À l'époque, les sondages indiquaient des difficultés d'audience dans la tranche du soir de NRJ Belgique. En moins de neuf mois, Sans interdit atteignit des records d'audiences sur cette tranche. Après un an et demi d'existence, l'émission devint leader[source secondaire souhaitée]. L'addition de l'audience de toutes les autres radios belges ne suffisait pas à égaler celle de l'émission[réf. nécessaire].
Forts de ces audiences, au départ de Maurad de NRJ France, Freddo et Roberto Ciurleo, respectivement directeur d'antenne et directeur des programmes et de la marque NRJ, reprirent contact avec l'équipe de l'émission. Ainsi, pendant quelques semaines, Freddo téléphonait régulièrement, écoutait l'émission via internet. Un soir, il alla sur place écouter avec Roberto, l'émission à Bruxelles[réf. nécessaire].
La direction de NRJ France proposa la tranche du soir sur NRJ France à l'équipe de l'émission. Difool sur Skyrock, mais aussi Max sur Fun Radio étaient les numéros un de la libre-antenne à l'époque. L'équipe de l'émission, avec Mikl, Jack, Toph et Ced, accepta, à condition que l'émission continue d'être diffusée sur les ondes belges.

### Arrivée en France
L'émission arriva en France, le 3 janvier 2005, sous le nom L'Émission sans interdit. Elle devint une émission à dominante libre antenne avec une part moins importante de talk show Elle était diffusée entre 21 heures et minuit.

### L'Émission sans interdit
L'avant-dernier jour de la saison, en juin 2005, la direction de NRJ Belgique décida de supprimer l'émission de l'antenne belge, sans explications ni consultation des auditeurs. L'Émission sans interdit fut reprise dans la grille de rentrée 2005 de NRJ France et débarqua sur NRJ Léman (programmes officieusement destinés à la Suisse).
La rentrée 2006 marqua la retour de l'émission en Belgique, après un an d'absence, tout en restant diffusée sur NRJ France.
En septembre 2007, l'émission devint Mikl sans interdit, en France et en Belgique, du lundi au vendredi. 
Le 25 août 2008, après deux mois sans émission, l'émission fut diffusée à nouveau uniquement sur NRJ France sous le nom de Mikl - L'Émission sans interdit. L'émission ne fut pas reconduite sur NRJ Belgique.
La station NRJ, mal en point depuis plusieurs sondages, décida de se recentrer sur sa musique. L'Émission sans interdit ne fut pas épargnée : elle perdit son best of du dimanche et retrouva son horaire originel (21 heures - minuit).
A la rentrée, l'émission se renouvela. Les animateurs ont privilégié les jeux avec les auditeurs au détriment de la libre antenne « pure »[source secondaire souhaitée].
Le 16 janvier 2009, le site belge Tuner.be annonce que L'Émission sans interdit est victime de problèmes d'audience et qu'elle serait sur le point d'être supprimée en France. Le 18 janvier 2009, Mikl lui-même dément la suppression de l'émission, à travers un autre article du même site. Au début de l'émission du 19 janvier 2009, Mikl annonça que l'émission était en sursis. Pour augmenter son audience, la formule originale de l'émission fut quelque peu modifiée[source secondaire souhaitée] : plus de people passaient dans l'émission, moins de temps était laissé aux problèmes des auditeurs.
Le 16 avril 2009, les nouveaux sondages des audiences de janvier/mars sont publiés. Christophe Sabot, directeur délégué des médias musicaux, de l'entertainment et de l'Internet, rend compte d'une progression de la libre antenne du soir en termes d'audience. D'après lui, ce résultat est le fruit d'un vrai travail effectué sur l'émission, avec notamment une modification de son format[réf. nécessaire]. L'émission est revenue à son format originel, celui du talk show.

### MIKL
Le 24 août 2009, MIKL L'Émission sans interdit devient MIKL, l'émission de talk show du soir sur NRJ. Revenue de 21 h à minuit sur les ondes de NRJ France et NRJ Léman, elle bénéficie du retour du best of, le dimanche, aux mêmes horaires de diffusion. Il est désormais animé par les Mexicains (Polo et Pedro). Elle officialise son changement de format pour devenir une émission de talk show.
Durant l'émission du 23 décembre 2009, Mikl laisse entendre brièvement à l'antenne que l'émission s'arrêtera en février. Suivent différentes rumeurs[source secondaire souhaitée] et quelques changements : suppression du Best Of, accroissement du nombre de disques, arrêt de l'émission à minuit précises. L'émission a retrouvé le nombre de disques d'origine (trois ou quatre par heure), ainsi que son arrêt un peu après minuit[réf. nécessaire]. Peu à peu MIKL se dirige à nouveau vers une libre antenne (comme à l'époque de Sans interdit). Cependant, il ne cesse de faire des allusions à un arrêt de l'émission à la fin de la saison[source secondaire souhaitée].

### Arrêt de l'émission (2010)
Le 3 juin 2010, Mikl annonce qu'il quittera NRJ le 9 juillet 2010, et rejoindra le réseau de radios numériques Goom Radio à la rentrée prochaine. 
Le 10 juin 2010, l'information est confirmée sur le site de Radio Actu : Mikl et toute son équipe quitteront la station NRJ en juillet. 
La dernière émission de MIKL sur NRJ devait se dérouler le 9 juillet de 21 heures à minuit. 
Le 28 juin 2010, à la surprise générale, Mikl annonce sur Facebook son licenciement de NRJ. La conséquence est la suppression de son émission MIKL, à deux semaines de l'échéance prévue[réf. nécessaire]. 
Depuis le 30 août 2010, Mikl est sur la webradio Just Hits de Goom Radio, pour animer une émission équivalente à celle qu'il présentait sur NRJ, entre 20 et 23 heures. Ce sera toujours un talk show, avec un retour marqué de la libre antenne. Aucun membre de son équipe actuelle ne sera à l'antenne, certains pourraient rester présents en coulisses. Mikl sera entourée d'une nouvelle équipe,.

### Retour sur NRJ (2015), puis Fun Radio Belgique, puis Virgin Radio France
Mikl est de retour sur NRJ le 29 juin 2015, avec Mikl Sur NRJ, du lundi au jeudi, de minuit à trois heures. Il remplace, du 6 juillet au 3 août 2015, Guillaume Pley, de 20 heures à minuit, du lundi au jeudi, et de 20 heures à 22 heures le vendredi. 
Après le 3 août et jusqu'à la rentrée, il reprend le créneau de minuit à trois heures, juste après Guillaume Radio 2.0. 
À partir de la rentrée 2015, il anime l'émission de 1 h à 4 h, ou 1 h à 5 h, du lundi au jeudi . Son équipe est composée de Toph, Polo et Valentine. 
Le 29 août 2016, Valentine quitte l'équipe. Amina la rejoint. Dorénavant, l'émission est diffusée de 1 h à 4 h. À partir du 30 avril 2018, l'émission est diffusée de 23 h à 3 h, du lundi au jeudi, et de 23 h à 1 h, le vendredi, à la suite du départ de Guillaume Pley. Depuis le 26 août 2019, l'émission est diffusée de 20 heures à minuit, juste après C'Cauet sur NRJ.
Le 2 mars 2020, Michaël Espinho est écarté de NRJ faute d’audience. L'émission est remplacée par une émission musicale "NRJ By Night" animée par Marie,. Cette émission propose un flux musical entrecoupé des meilleurs moments de l'émission "C'Cauet" de Cauet et de "Manu dans le 6-9", la matinale de Manu Lévy. 
La jeune femme de 28 ans avait pour but de redresser les audiences des soirées de NRJ, à un moment où les radios jeunes ont vu leur auditoire faiblir d'année en année. Sur la vague novembre-décembre 2019, MiKL ne réunissait que 71.000 auditeurs au quart d'heure moyen, perdant 12.000 auditeurs en un an, et se faisant surpasser par Difool sur Skyrock.
Lors de l'été 2020, Mikl annonce le retour de son émission du même nom à la radio, à partir du 24 août 2020, de 20 h à 22 h, avec Le Doc, Lorenza et Amina, puis de 22 h à 1 h, MIKL no limit, toujours accompagné de celles-ci sur Fun Radio Belgique.
Au début de la saison 2021-2022, MIKL quitte Fun Radio Belgique pour rejoindre Virgin Radio. Il a pour objectif de remonter l'audience de la radio sur la tranche 20H - Minuit. L'émission est maintenue jusqu'au 15 décembre 2022, date sa dernière diffusion.

## Présentation de l'émission

### Généralités
L'émission connait un tournant en 2009. Elle prend l'appellation MIKL, marquant son évolution d'une émission de libre antenne en émission de talk-show.
À partir de ce moment, elle s'articule autour d'une personne : Michaël Espinho. Son contenu se construit par le travail de l'équipe en place et non plus par les auditeurs. La ligne éditoriale est définie. L'émission comporte des rubriques people, événementielle ou information, comme Le Mag, présent à l'antenne depuis 2009[réf. nécessaire].